# Communauté de communes du Bray-Normand
La communauté de communes du Bray-Normand (CCBN), connue jusqu'en 2015 sous la dénomination de communauté de communes du canton de Gournay-en-Bray est une ancienne communauté de communes française, située dans les départements de l'Eure et de la Seine-Maritime et la région Normandie. Elle a été dissoute au 31 décembre 2016 et intégrée dans la communauté de communes des Quatre Rivières.

## Histoire
L'intercommunalité a été créée sous le nom de communauté de communes du canton de Gournay-en-Bray par arrêté préfectoral du 27 décembre 2001, et a commencé à fonctionner le 1er janvier 2002. Elle succède au SIVOM du même nom.
Les communes de Bouchevilliers et de Martagny, situées dans le département de l'Eure, l'ont rejointes le 1er janvier 2005.
Dans le cadre du regroupement des intercommunalités prévues à moyen terme, l'intercommunalité a souhaité changer de dénomination afin de devenir la communauté de communes du Bray-Normand, afin de mieux correspondre à sa future étendue géographique,.
Dans le cadre de l'approfondissement de la coopération intercommunale prévu par la Loi portant nouvelle organisation territoriale de la République (Loi NOTRe) du 7 août 2015, le projet de schéma départemental de coopération intercommunale présenté par le préfet de Seine-Maritime le 2 octobre 2015 prévoit la fusion des « communautés de communes du canton de Forges-les-Eaux (10 991 habitants), des Monts et de l’Andelle (5 814 habitants) et de Bray Normand (13 175 habitants) »,,.

## Territoire communautaire

### Géographie
« Le canton de Gournay-en-Bray est un des trois pôles ruraux du Pays de Bray.
La population comportait 5 307 actifs en 2009, suivant l’INSEE, alors que 5 997 emplois étaient recensés sur ce périmètre géographique. Ces emplois, essentiellement concentrés sur les zones d’activités de Gournay-en-Bray, Ferrières-en-Bray et Neuf-Marché, attirent donc des actifs venant chaque jour travailler sur le canton. C’est que le canton accueille cinq des dix plus grands établissements du pays de Bray : Danone à Ferrières-en-Bray, Autoliv France, Sika, MGI Coutier, et l’hôpital public, à Gournay-en-Bray ».

### Composition
La communauté de communes regroupe depuis 2005, 18 communes des départements de l'Eure et de la Seine-Maritime pour une population totale de 12 902 habitants selon les recensements de 2012 :
| Nom                     | Code Insee | Gentilé            | Superficie (km2) | Population (dernière pop. légale) | Densité (hab./km2) |
| ----------------------- | ---------- | ------------------ | ---------------- | --------------------------------- | ------------------ |
| Gournay-en-Bray (siège) | 76312      | Gournaisiens       | 10,40            | 6 294 (2015)                      | 605                |
| Avesnes-en-Bray         | 76048      | Avesnois           | 11,90            | 312 (2014)                        | 26                 |
| Bézancourt              | 76093      | Bézancourtois      | 17,59            | 345 (2014)                        | 20                 |
| Bosc-Hyons              | 76124      | Boshionnais        | 5,63             | 447 (2014)                        | 79                 |
| Bouchevilliers          | 27098      | Bouchevillois      | 4,31             | 76 (2014)                         | 18                 |
| Brémontier-Merval       | 76142      | Brémontois         | 17,17            | 475 (2014)                        | 28                 |
| Cuy-Saint-Fiacre        | 76208      | Cuy-Saint-Fiacrais | 9,63             | 649 (2014)                        | 67                 |
| Dampierre-en-Bray       | 76209      |                    | 12,82            | 465 (2014)                        | 36                 |
| Doudeauville            | 76218      | Doudeauvillais     | 3,94             | 89 (2014)                         | 23                 |
| Elbeuf-en-Bray          | 76229      | Elbeuviens         | 10,65            | 420 (2014)                        | 39                 |
| Ernemont-la-Villette    | 76242      | Ernemontois        | 7,46             | 190 (2014)                        | 25                 |
| Ferrières-en-Bray       | 76260      | Ferrierois         | 15,88            | 1 670 (2014)                      | 105                |
| Gancourt-Saint-Étienne  | 76297      | Gancourtois        | 12,48            | 229 (2014)                        | 18                 |
| Martagny                | 27392      |                    | 4,38             | 141 (2014)                        | 32                 |
| Ménerval                | 76423      | Ménervillois       | 12,43            | 185 (2014)                        | 15                 |
| Molagnies               | 76440      | Menneviens         | 4,65             | 174 (2014)                        | 37                 |
| Montroty                | 76450      | Rosti-Montois      | 10,79            | 272 (2014)                        | 25                 |
| Neuf-Marché             | 76463      | Novomarquiens      | 17,71            | 693 (2014)                        | 39                 |

## Organisation

### Siège
Le siège de l'intercommunalité est à Gournay-en-Bray, 26 rue Félix-Faure.

### Élus
La communauté de communes est administrée par son Conseil communautaire, composé, pour la mandature 2014-2020, de 41 conseillers municipaux représentant chacune des communes membres.
Le conseil communautaire du 17 avril 2014 a réélu son président, Christian Ducrocq, maire de Molagnies, et désigné ses vice-présidents, qui sont : 
1. Éric Picard, maire de Gournay-en-Bray ;
2. Françoise Deschamps, maire d’Avesnes-en-Bray ;
3. Emmanuel Duclos, maire de Dampierre ;
4. Gérard Lesueur, maire d’Ernemont-la-Villette
5. Jean-Noël Canu, élu de Ferrières-en-Bray ;
6. Nadine Lamulle, maire de Cuy-saint-Fiacre.

Le  bureau de l’intercommunalité pour la mandature 2014-2020 est constitué du président, des vice-présidents, et de Jean-Lou Pain, Florence Legendre, Jean-Luc Cosquer, Mickaël Beuvin, Francis Larchevêque, Didier Degry, Marie-France Devillerval, Michel Fouquet, Bertrand Scellier, Céline Elie,.

### Liste des présidents
| Période                                  | Période        | Identité          | Étiquette   | Qualité |
| ---------------------------------------- | -------------- | ----------------- | ----------- | --- |
| Les données manquantes sont à compléter. |                |                   |             | |
| ?                                        | 5 janvier 2011 | Alain Carment     | PS puis DVG | Employé d'IME Maire de Gournay-en-Bray (1989 → 1995) Maire de Montroty (2008 → 2011) Conseiller général de Gournay-en-Bray (1987 → 2011) Décédé en fonction |
| mars 2011                                | 31/12/2016     | Christian Ducrocq |             | Ancien responsable des chauffeurs au Moulin Paul Dupuis à Gournay Maire de Molagnies (2001 → ) Réélu pour le mandat 2014-2020                               |

### Compétences
L'intercommunalité exerce les compétences qui lui sont transférées par les communes membres, dans les conditions définies au code général des collectivités territoriales. Il s'agit de : 
Actions de développement économique
- Étude, aménagement, commercialisation de toutes zones d'activités économiques d'une superficie supérieure à 3 hectares ;

Ne sont pas d'intérêt communautaire :
Les zones de la Garenne et de l'Europe situées à Gournay-en-Bray ;
Les 3 zones situées en bordure de la RN31 et de la R021 à Ferrières-en-Bray ; 
Les zones du Moulin et de la gare à Neuf-Marché.
- Développement du tourisme sur le territoire communautaire ;
- Participation au fonctionnement de l'Office de tourisme communautaire ;
- Réalisation de guides touristiques ;

Aménagement de l'espace
- Aménagement concerté du territoire communautaire dans le cadre de la loi SRU, Élaboration du schéma de cohérence du territoire ;
- Constitution d'une réserve foncière : exercice du droit de préemption dans le cadre d'opérations relevant des compétences de la communauté de communes ;
- Aménagement numérique du territoire et déploiement du très haut débit (article L 1425-1 du CGCT) ;
- Adhésion au syndicat mixte "Seine-Maritime Numérique" sur délibération du conseil communautaire ;
- Actions en faveur de l'aménagement du territoire communautaire :
  - Pérennisation de l'ancienne gare de Ferrières en partenariat avec la région Haute-Normandie pour :
- la création, l'aménagement et l'entretien du pôle d'échange multimodal de l'ancienne gare de Ferrières ;
- Étude d'un projet de compétence santé sur le territoire communautaire ;

Politique en faveur de l'habitat ;
- Mise en œuvre d'un Programme local de l'habitat (P.L.H) ou d'une Opération programmée d'amélioration de l'habitat (O.P.A.H) ou d'un Programme intérêt général (P.I.G) ou de toute autre opération similaire en faveur de l'habitat ancien sur le territoire communautaire ;
- Réalisation d'un nouveau casernement pour la brigade de gendarmerie ;
- Participation à la mise en place et au fonctionnement d'un service mobile d'urgence médicale sur le territoire communautaire ;
- Initiation et soutien des formations aux gestes de premiers secours en partenariat avec l'Union Départementale des Sapeurs Pompiers ;

Protection et mise en valeur de l'environnement
- Entretien des chemins de randonnée pédestres communautaires reconnus d'intérêt communautaire ;

Action culturelle et sportive
- Participation à la mise en place de l'activité Ludisport sur le territoire communautaire ou tout dispositif pouvant s'y substituer ;
- Participation au fonctionnement de l’École de musique communautaire ;
- Mise en œuvre d'actions favorisant l'accès à la culture de la population communautaire : ces actions doivent se dérouter sur le territoire d'au moins 2 communes membres de la communauté ;
- Soutien à l'action « lecture pour tous » ;

Action sociale
- Construction et gestion d'une crèche/halte garderie communautaire (en liaison avec les différents partenaires, privés et publics associés à cette action) ;
- Soutien au fonctionnement de la Banque alimentaire ou tout autre dispositif pouvant s'y substituer ;
- Construction et gestion du centre de loisirs sans hébergement (CLSH) communautaire destiné aux enfants de 3 ans au CM2 ;
- Gestion et développement de l'action « téléalarme » existante ;

Engagements contractuels
- La communauté de communes pourra réaliser des prestations dont les conditions d'exécution et de rémunération seront fixées par convention. Elle pourra éventuellement intervenir comme mandataire et le cas échéant comme coordonnateur d'un groupement de commnandes ;
- La communauté pourra apporter son soutien technique aux communes membres si celles-ci en font ta demande[7].

### Régime fiscal
La communauté de communes perçoit une fiscalité additionnelle aux impôts locaux des communes, sans FPZ (fiscalité professionnelle de zone) et sans FPE (fiscalité professionnelle sur les éoliennes).